# 패츠 도미노
안토인 도미니크 도미노 2세(Antoine Dominique Domino Jr., 1928년 2월 26일 ~ 2017년 10월 24일)는 미국의 싱어송라이터 겸 음악가다. 5피트 5인치의 신장과 200파운드를 상회하는 몸무게, 환한 소년과 같은 웃음과 납작한 머리 스타일, 그리고 피아노를 선 채로 연주하는 기교로 유명했다. 〈Blueberry Hill〉, 〈Ain't That a Shame〉 외 로큰롤 스탠더드 곡을 통해 1억 1,000만 장 이상의 음반을 판매했다. 도미노의 활기찬 공연 방식 및 따스한 보컬은 50년간 관객을 끌어모았다. 패츠 도미노는 로큰롤 명예의 전당 초대 헌액자 가운데 한 명이다. 《롤링 스톤 가이드》는 그를 벤저민 프랭클린과 비견하기도 했다. 그의 1956년 버전 〈Blueberry Hill〉은 미의회도서관의 국립 녹음 등재목록에 등록되었다.
도미노는 1928년 2월 26일 바이올린 연주자 안토인 도미노 2세의 아들로 태어났다. 그는 아홉 명의 형제가 있었다. 유년기에 자력으로 래그타임, 블루스, 부기우기 등 유명 피아노 스타일을 익혔다. 14세경 학교를 중퇴하고 공장에 취직하여 근로했으며, 밤에는 동네 술집에서 공연 및 노래를 선보였다. 1949년 도미노는 임페리얼 레코드와 계약을 맺고 주당 3달러를 받고 하이드어웨이 클럽에서 전속 가수로 일했다. 그가 녹음한 최초의 노래 〈The Fat Man〉은 프렌치 쿼터에 소재한 작은 녹음 스튜디오에서 녹음된 것이다. 1955년에는 〈Ain't That a Shame〉으로 백인의 팝 차트에 침투했고, 후에 컨트리가수 '팻 분'이 커버하며 재차 차트에서 성공한다. 해당 곡은 이후 수십년간 칩 트릭을 비롯한 다수의 아티스트가 녹음했다. 도미노는 1960년대 초반까지 성공 가도를 이어갔으며, 이때 〈Be My Guest〉, 〈I’m Ready〉를 발표했다. 또다른 히트곡 〈I'm Walkin'〉은 리키 넬슨의 데뷔 싱글이 되었다.
도미노는 로큰롤 영화 《도울 수 없는 여자》에 출연하기도 했다. 행크 윌리엄스의 〈Jambalaya〉, 보비 찰스의 〈Walkin' to New Orleans〉를 녹음하여 로큰롤과 여타 장르의 가교 역할을 하기도 했다. 다른 로큰롤의 개척자들처럼, 도미노는 1960년 영국 및 사이키델릭 록에 그 인기가 점차 감퇴했다. 그는 "저는 변화를 거부했어요."라고 《에보니》 지에 말하기도 했다. "저는 늘 사용한, 고유의 스타일을 고수합니다. 그러지 않으면 저답지 않으까요." 1988년 뉴올리언스 전역이 그가 구입한 두 대의 캐딜락과 130,000달러짜리 롤스로이스 얘기로 무성했다. 판매원이 은행에 자금 관련하여 알아보고 싶은지 묻자, 도미노는 "제가 곧 은행인걸요."라고 대답했다. 1998년 국립 예술 메달에 로큰롤 뮤지션으로서는 최초 선정되었다. 하지만 나이를 고려하여 백악관으로 직접 가지 못할 것이라고 밝혔다. 패츠 도미노는 89세 나이로 사망했다. 수석 조사관 마크 본은 도미노가 이른 화요일에 자연사했다고 발표했다.